# Arroz al azafrán

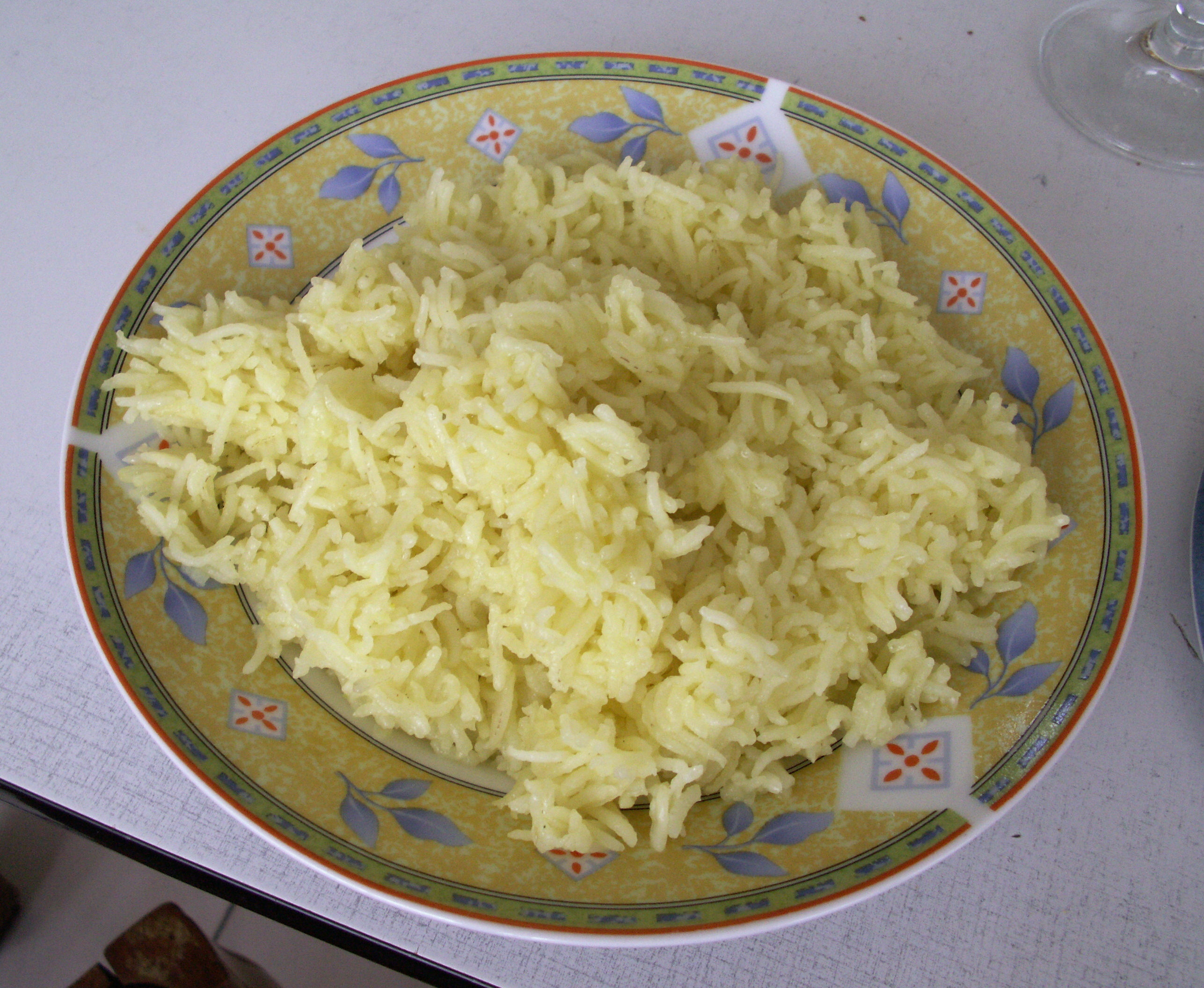
Arroz al azafrán básico, hecho con un cubo de caldo y azafrán.

El arroz al azafrán es un plato hecho de azafrán, arroz blanco y también habitualmente un cubo de caldo vegetal. Se encuentra en las tradiciones culinarias de muchos países, bajo una u otra forma.

## Variantes

### India
En India, el arroz al azafrán se hace con arroz basmati, azafrán, cubo de caldo vegetal, mantequilla y hoja de laurel.

### Turquía
En Turquía, el arroz dulce al azafrán llamad zerde se hace con arroz blanco, azafrán, azúcar, agua de rosas, piñón tostados y pistacho picado.